# Boa Vista do Sul
Pour les articles homonymes, voir Boa Vista (homonymie).
Boa Vista do Sul est une municipalité brésilienne située dans l'État du Rio Grande do Sul.